# 락킷걸
락킷걸은 대한민국의 음악 듀오이다.